# Вєркіна Тетяна Борисівна
Тетяна Борисівна Вєркіна (18 вересня 1946, Харків — 4 липня 2022, Нюрнберг[джерело?]) — українська піаністка, співачка, педагог, громадський діяч. Народна артистка України (2004). Професор. Ректор Харківського національного університету мистецтв імені І. П. Котляревського.

## Біографічні відомості
Народилася в сім'ї вченого-фізика (згодом академіка) Б. І. Вєркіна.
У 1964 закінчила Харківську середню спеціальну музичну школу-інтернат по класу Н. Ю. Гольдінгер.
У 1969 закінчила Харківський інститут мистецтв ім. І. П. Котляревського по класу В. Д. Захарченка.
У 1976 закінчила асистентуру — стажування в Московській консерваторії під керівництвом Є. В. Малініна.
З 1969 викладає в Харківському інституті (університеті) мистецтв ім. І. П. Котляревського (з 1988 доцент, з 1997 професор, у 2003—2020 ректор).
З 1991 — ініціатор і художній керівник Міжнародного музичного фестивалю (з 1992 проводиться під назвою «Харківські асамблеї»).
Член Національної всеукраїнської музичної спілки. Співзасновник Фонду підтримки молодих обдарувань (1994), Шубертівського товариства в Харкові (1996).
Кандидат мистецтвознавства (2008, дисертація: «Актуальна інтонація як виконавська проблема»).
З 2011 — голова Ради ректорів вищих навчальних закладів культури та мистецтв України III—IV рівнів акредитації.

## Нагороди і почесні звання
- Звання «Заслужений діяч мистецтв України» (1994)[3]
- Лауреат муніципальної премії ім. І. І. Слатіна (2001)
- Почесний знак «Слобожанська слава» (2001)
- Премія «Народне визнання» (2004)
- Звання «Народна артистка України» (2004)
- Орден «За заслуги» III ступеня (2011)
- Почесний громадянин Харкова (2012)
- Срібна медаль Національної академії мистецтв України (2013)
- Орден «За заслуги» II ступеня (2017)
- Державна медаль «За заслуги в культурі Gloria Artis» III ступеня (Польща) (2020)